# ایوونا بیلسکا
ایوونا بیلسکا (لهستانی: Iwona Bielska؛ زادهٔ ۷ سپتامبر ۱۹۵۲) بازیگر اهل لهستان است.
از فیلم‌ها یا مجموعه‌های تلویزیونی که وی در آن‌ها نقش داشته‌است، می‌توان به غسل تعمید، سیاست، خون از خون، دستورالعمل زندگی، سرهنگ کفیاتکوفسکی، کشیشان، صد سال خاندان وینیخ، قیافه، در خوشی و سختی، لیور، فرشته نیرومند، والسا: مرد امید، ماگدا ام.، پرستار کودک، عروسی، قضاوت درباره فراچیشکا کووسا، صحنه جرم، بر گوی نقره‌ای و شاپرک اشاره نمود.